# Porúbka (Humenné)
Porúbka (em húngaro: Kisortovány) é um município da Eslováquia, situado no distrito de Humenné, na região de Prešov. Tem 4,32 km² de área e sua população em 2018 foi estimada em 272 habitantes.

## Demografia
| Ano:        | 1994 | 2004   | 2014   | 2024   |
| ----------- | ---- | ------ | ------ | ------ |
| Broj ljudi: | 263  | 281    | 268    | 263    |
| Razlika:    |      | +6,84% | -4,62% | -1,86% |

| Ano:               | 2023 | 2024   |
| ------------------ | ---- | ------ |
| Número de pessoas: | 268  | 263    |
| Diferença:         |      | -1,86% |